# Jim Sclavunos
Jim Sclavunos es un baterista, percusionista y productor estadounidense, de familia griega e italiana, que tocó en las bandas Sonic Youth, Tav Falco's Panther Burns, Lydia Lunch y formó parte de 8 Eyed Spy, The Cramps y Alice Texas. Está tocando en Nick Cave and the Bad Seeds desde 1994 y formó su propia agrupación llamada The Vanity Set.
- Datos: Q3129816